# Gaadiidka FC
Der Gaadiidka Football Club ist ein somalischer Fußballverein aus Mogadischu. Der Klub gewann zwei nationale Meisterschaften. Die letzte Meisterschaft wurde 2022 gewonnen.

## Erfolge
- Somalischer Meister: 1990, 2022
- Vorrundenteilnehmer der 
afrikanischen Champions League 1991